# Provo City Center Tempel

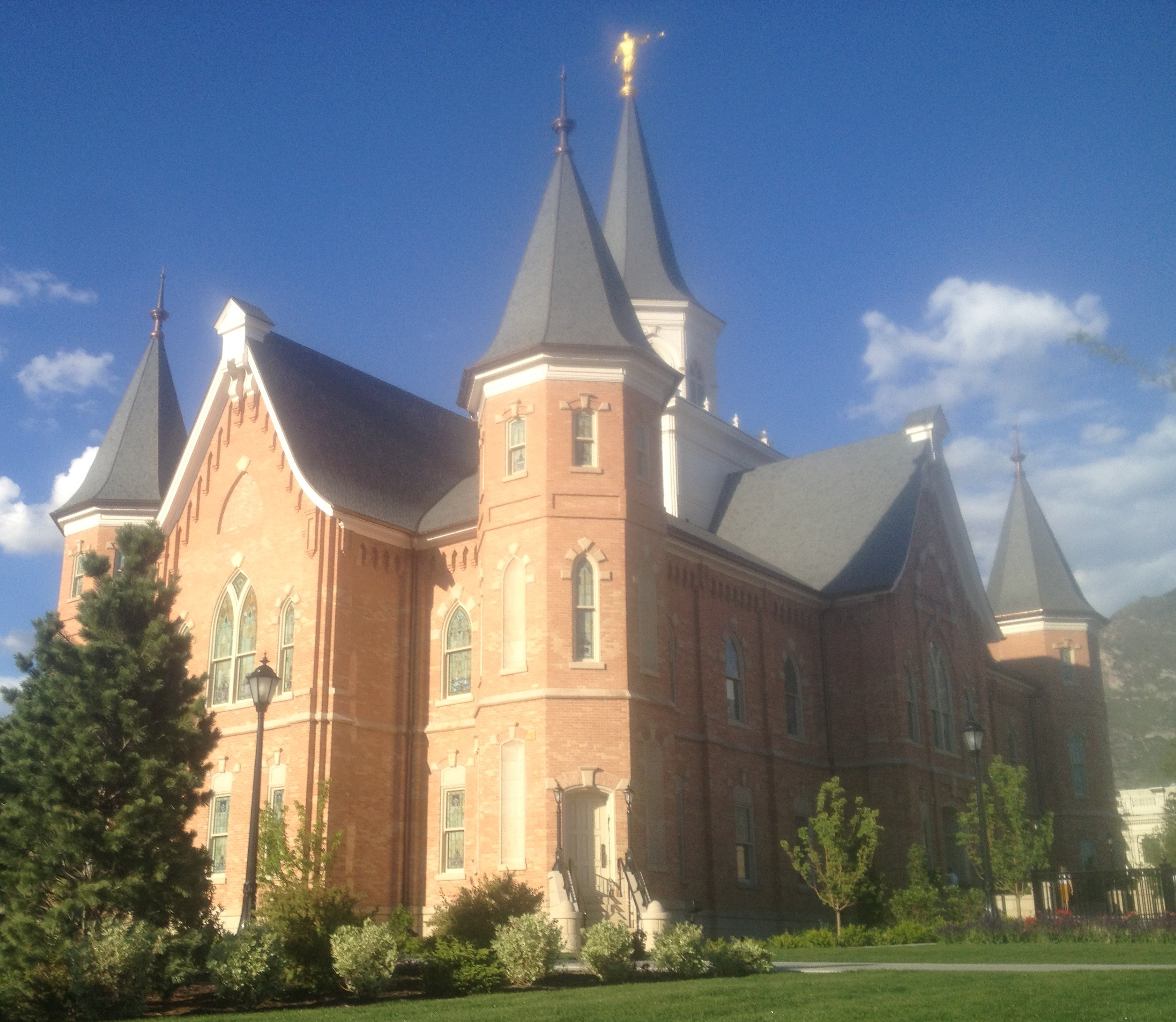
Provo City Center Tempel

Der Provo City Center Tempel ist der 150. Tempel der Kirche Jesu Christi der Heiligen der Letzten Tage. Er wurde an Stelle des Tabernakels in der Stadtmitte von Provo, Utah, errichtet. Die nach dem Brand von Dezember 2010 erhaltenen Wände wurden in das Bauwerk integriert und das ursprüngliche äußere Erscheinungsbild des ehemaligen Versammlungsgebäudes wiederhergestellt.

## Bekanntgabe
Die Absicht einen Tempel dort zu bauen wurde von Thomas S. Monson während der Generalkonferenz am 1. Oktober 2011 bekanntgegeben. Provo ist die zweite Stadt, die zwei Tempel der Kirche jesu Christi beherbergt. Die erste ist South Jordan, Utah mit den Tempeln Jordan-River-Utah-Tempel und Oquirrh Mountain Utah Tempel. Nach dem Vernal Utah Tempel ist der Provo City Utah Tempel der zweite, der durch den Umbau eines für allgemeine Versammlungen genutzten Tabernakels entstand. Er ist weltweit der vierte, der aus einem bestehenden Gebäude errichtet wurde.

## Baugeschichte
Auf dem Block des späteren Tabernakels stand von 1867 bis 1919 ein Vorläufergebäude, das für religiöse und kulturelle Veranstaltungen genutzt wurde. Es erhielt dann die Bezeichnung „Alter Tabernakel“. Dieses Gebäude wurde 1919 abgerissen. Der Tabernakel diente von 1867 bis 1919 als Versammlungsgebäude. Der Spatenstich für den Provo Tabernakel erfolgte 1882 und das Gebäude wurde für rund 100.000 US-Dollar 1898 fertiggestellt. 1909 sprach dort US-Präsident William S. Taft. Jedes Jahr kam zur Weihnachtszeit Händels Messias zur Aufführung.
1975 wurde das Gebäude als offizielles historisches Gebäude in die entsprechende Liste aufgenommen. Im Laufe der Jahrzehnte wurde der Tabernakel mehrfach umgebaut, wobei sein ursprünglicher Charakter weitgehend erhalten blieb. Am 17. Dezember 2010 brach ein Feuer aus. Zunächst schien es möglich, das Dach zu retten, doch schließlich blieben nur die Außenwände erhalten und auch das historische Sprechpult konnte gerettet werden. Präsident Monson gab bekannt, dass an der Stelle des Tabernakels ein Tempel errichtet werden sollte, für den die erhaltene Außenstruktur der Brandruine verwendet werden sollte. Der Brand gab Anlass, in Archiven nach Dokumenten über den Tabernakel zu forschen und Archäologen machten sich daran, die Brandruine akribisch zu untersuchen. Dadurch wurde das historische Gebäude eines der bestdokumentierten in Utah.

## Einweihung
Am 20. März 2016 weihte Elder Dallin H. Oaks vom Kollegium der Zwölf Apostel den neuen Tempel.